# Joe Montana
Joseph Clifford "Joe" Montana Jr. (født 11. juni 1956 i New Eagle, Pennsylvania, USA) er en pensioneret amerikansk footballspiller, der af mange regnes som en af de bedste quarterbacks i NFL's historie. Montana spillede 16 sæsoner i ligaen, hvoraf de første 14 blev tilbragt i San Francisco 49ers og de sidste to hos Kansas City Chiefs.

## Resultater
Montana nåede i sin tid i NFL at vinde hele fire Super Bowls. Det var Super Bowl XVI, XIX, XXIII, og XXIV, der alle blev vundet med San Francisco 49ers. I de tre blev han desuden valgt til MVP, kampens mest værdifulde spiller.
I otte af sine 16 NFL-sæsoner blev Montana valgt til Pro Bowl, ligaens All Star-kamp. I 1989 og 1990 blev han endda valgt til den bedste spiller i ligaen overhovedet.